# 天主教埃德蒙頓總教區
天主教埃德蒙頓總教區（拉丁語：Archidioecesis Edmontonensis）是加拿大一個教省總教區，是該國十八個總教區之一。下轄兩個教區。
總教區位於艾伯塔中南部。2006年教友有353,545人、135個堂區、175名司鐸。現任總主教為理查·威廉·史密斯。
1871年9月22日設聖阿爾伯教區。1912年11月30日升為總教區。